# Самозапошљавање
Самозапошљавање је метод запошљавања незапосленог становништва давањем субвенција за започињање сопственог малог бизниса. Политика самозапошљавања пропагира се од стране многих међународних економских организација, чак и економски развијених друштава са нижим стопама незапослености. У циљу подстицања малог бизниса, пружају се услуге и мере тренинга, кредитирања и пореских олакшица. Најчешће препреке успешности малог бизниса јесу недостатак потребних вештина, приступ капиталу и психосоцијалне баријере.